# Babakotia radofilai
Babakotia radofilai è una specie estinta di lemure, appartenente alla famiglia degli Indriidae, sottofamiglia Palaeopropithecinae, vissuta in Madagascar fino a circa 500 anni fa.
È l'unico appartenente al genere Babakotia, il cui nome deriva da babakoto, il nome dell'indri in lingua malgascia.

## Distribuzione
I resti di questi animali sono stati ritrovati nell'estrema punta meridionale dell'isola, ma si pensa che la specie possa aver colonizzato tutta la zona settentrionale del Madagascar.

## Descrizione

### Dimensioni
In base ai resti subfossili ritrovati, si stima che l'animale adulto pesava fra i 15 ed i 20 kg.

### Aspetto
Questo animale possedeva zampe anteriori assai più lunghe rispetto alle posteriori, corte e a forma di colonna: tutte le mani erano grosse e forti. La forma dell'articolazione del polso lascia presupporre un regime di vita arboricolo, in particolare si pensa che le Babakotia vivessero appese a testa in giù, come i bradipi.
La forma del cranio presenta numerose analogie con l'indri, con in più dei vistosi premolari allungati, di cui s'ignora la funzione.

## Comportamento
Si tratta con tutta probabilità, di lenti arrampicatori che pendevano dai grossi rami delle foreste pluviali malgasce, nutrendosi di foglie.
L'estinzione di questi animali è molto probabilmente da attribuire all'arrivo dell'uomo sull'isola circa 1500 anni fa: animali grossi e lenti come le Babakotia rappresentavano una preda facile ed ambita. La scomparsa anche di tutte le altre specie di lemuri giganti nell'arco di pochi anni lasciano presupporre che, concatenato alla caccia, vi sia stato anche un cambiamento climatico importante che abbia portato alla scomparsa di ampi tratti di foresta pluviale, accelerando il declino della specie.